# Brazil Szépirodalmi Akadémia
A Brazil Szépirodalmi Akadémia (portugálul Academia Brasileira de Letras / ABL) a 19. század végén Brazíliában, a Francia Akadémia példáján felbuzdult negyven brazil író és költő által alapított irodalmi társaság. 

## Alapítása
Első elnöke, Machado de Assis 1896. december 15-én jelentette be az akadémiaalapítás szándékát, s 1897. július 20-án ténylegesen is megalakult. Alapító okirata értelmében a Brazil Szépirodalmi Akadémia őrködik a nemzeti nyelv felett, felelős annak szabályozásáért és szépirodalmi művelésének előmozdításáért. 
A tagjává választott negyven ember, a „halhatatlanok” irodalmárok soraiból kerülnek ki, és életük végéig viselik a tisztséget. Egyikük halála esetén a tagtársak szavazás útján választják ki a megürült helyet betöltő személyt. Az akadémia hivatalos ülésein a tagok számozott székeken foglalnak helyet, amelyek mindegyike az őt 1897-ben elfoglaló tag nevét viseli. Ezen alkalmakkor az akadémikusok díszes formaruhát öltenek, derekukra kardot (fardão) kötnek. 

## Tagsága
Az akadémia szakmai hitelessége vészterhesebb történelmi időszakokban kompromittálódott, amikor olyan, az irodalmi-nyelvi élethez munkásságukban nem kapcsolódó személyeket is megválasztottak tagjaik közé, mint az 1930-as–1940-es évek diktátora, Getúlio Dornelles Vargas. A Brazil Szépirodalmi Akadémia első női tagját 1977-ben választották meg Rachel de Queiroz személyében.

## Díjai
Az akadémia évenként kiosztott díja a Machado de Assis-díj, az ország legjelentősebb, teljes életműért odaítélhető szépirodalmi kitüntetése. Több kategóriában is értékelik a szépirodalmi tevékenységet, így külön díjat kap a legjobb költemény, regény, dráma, esszé, kritika, irodalomtörténeti munka és gyermekkönyv. Az akadémia 2005-ben alapította meg az Afonso Arinos-díjat.

## Működése
A szilárdkezű irányításnak és a 4 millió dolláros évi jövedelmének köszönhetően az akadémia pénzügyi helyzete kiváló, Rio de Janeiro felkapott központjában tulajdonolnak egy huszonnyolc emeletes felhőkarcolót (Palácio Austregésilo de Athaide). Az épület nagyobbik részét irodaként adják bérbe, ez adja bevételük 70%-át, a fennmaradó összegek pénzügyi vállalkozások jövedelmeként folynak be az akadémia kasszájába. E kedvező financiális helyzet lehetőséget teremt arra is, hogy az akadémiai tagjai jelképes javadalmazásban részesüljenek. A testület tényleges székhelye a felhőkarcoló szomszédságában álló neoklasszicista épület, a Petit Trianon, amelyet a francia kormányzat ajándékozott 1923-ban az akadémia céljaira, és amely a versailles-i Kis-Trianon-kastély mása.